# Neuendorfer Seewiesen
Das Naturschutzgebiet Neuendorfer Seewiesen liegt im Landkreis Dahme-Spreewald in Brandenburg und gehört zum Biosphärenreservat Spreewald.
Das rund 67,8 ha große Naturschutzgebiet erstreckt sich nordöstlich von Neuendorf am See, einem Ortsteil der Gemeinde Unterspreewald. Am östlichen Rand des Gebietes liegt der 297 ha große Neuendorfer See, der von der Spree durchflossen wird. 

## Bedeutung
Das Gebiet mit der Kenn-Nummer 1241 wurde mit Verordnung vom 1. Oktober 1990 unter Naturschutz gestellt. Es handelt sich um ausgedehnte Feuchtwiesen im Verlandungsbereich des Neuendorfer Sees.